# シェルビー郡区 (ミシガン州マコーム郡)
シェルビー郡区（英: Shelby Charter Township）は、アメリカ合衆国ミシガン州ロウアー半島の南東部マコーム郡の郡区である。ある程度の自治権を付与されたチャーター郡区の形態を採っている。郡区が同時に国勢調査指定地域（CDP)でもある。2010年国勢調査での郡区人口は73,804人であり、ミシガン州では人口第4位の郡区である。デトロイト市の北15マイル (24km) の郊外にあり、デトロイト都市圏に属している。2000年国勢調査の時点から10年間で人口が13%増加しており、この都市圏の中では成長速度の高い自治体である。

## 郡区の中の町
シェルビー郡区の中には法人化された村はなく、非法人地域として下記の4つがある。
- プレストンコーナーズ'、25マイル道路とシェーンハー道路の角にあり、座標では北緯42度41分58秒 西経82度59分45秒 / 北緯42.69944度 西経82.99583度に位置する[5]。1826年、アイラとデボラのプレストン夫妻がアメリカ合衆国政府から400エーカーの土地を購入し、翌年そこで生計を立て始めた。その後製材所と杭柵工場を建設した[6]。
- シェルビー、シェルビー道路と25マイル道路の角にある。座標では北緯42度41分51秒 西経83度04分10秒 / 北緯42.69750度 西経83.06944度に位置する[4]
- シェルビービレッジ、オーバーン道路とライアン道路が交差する所にある。1940年代にこの地域に住宅が建設された。
- イエーツ、オークランド郡ロチェスター市、ロチェスターヒルズ市と接する。座標では北緯42度40分25秒 西経83度05分45秒 / 北緯42.67361度 西経83.09583度に位置し、標高は 669 フィート (204 m) である[4][7]。

## 人口動態
アメリカ合衆国国勢調査局が2000年国勢調査のときに、シェルビー・チャーター郡区を国勢調査指定地域（CDP) にも指定したので、市や村のリストや、郡区のように郡の小区分のリストの双方に載るようにした。国勢調査指定地域と郡区の統計データは同一である。
以下は2010年の国勢調査による人口統計データである。
| 基礎データ - 人口: 73,804 人 - 世帯数: 28,299 世帯 - 家族数: 17,923 家族 - 人口密度: 821.2人/km2（2,126.9 人/mi2） | 人種別人口構成 - 白人: 89.4% - アフリカン・アメリカン: 3.1% - アジア人: 3.3% - その他の人種: 0.3% - 混血: 1.5% - ヒスパニック・ラテン系: 2.4% |

以下は2010年の国勢調査による人口統計データである。
| 基礎データ - 人口: 65,159 人 - 世帯数: 24,486 世帯 - 家族数: 17,923 家族 - 人口密度: 725.4人/km2（1,878.7 人/mi2） - 住居数: 25,265 軒 - 住居密度: 281.3軒/km2（728.5 軒/mi2） 人種別人口構成 - 白人: 94.95% - アフリカン・アメリカン: 0.85% - ネイティブ・アメリカン: 0.24% - アジア人: 2.11% - 太平洋諸島系: 0.02% - その他の人種: 0.45% - 混血: 1.38% - ヒスパニック・ラテン系: 1.71% | 年齢別人口構成 - 18歳未満: 24.9% - 18-24歳: 8.5% - 25-44歳: 31.0% - 45-64歳: 25.1% - 65歳以上: 10.5% - 年齢の中央値: 37歳 - 性比（女性100人あたり男性の人口） - 総人口: 99.6 - 18歳以上: 97.7 世帯と家族（対世帯数） - 18歳未満の子供がいる: 33.7% - 結婚・同居している夫婦: 62.6% - 未婚・離婚・死別女性が世帯主: 7.3% - 非家族世帯: 26.8% - 単身世帯: 21.6% - 65歳以上の老人1人暮らし: 6.6% - 平均構成人数 - 世帯: 2.65人 - 家族: 3.13人 | 収入と家計（ミシガン州では裕福な方の町である） - 収入の中央値（2006年推計） - 世帯: 65,291米ドル - 家族: 76,312米ドル - 性別 - 男性: 59,380米ドル - 女性: 33,844米ドル - 人口1人あたり収入: 30,131米ドル - 貧困線以下 - 対人口: 3.7% - 対家族数: 2.7% - 18歳未満: 4.1% - 65歳以上: 5.1% |

## 教育
シェルビー郡区住民の大半はユーティカ・コミュニティ教育学区に区分されている。この学区には他にもスターリングハイツ市、マコーム郡区、ワシントン郡区、レイ郡区とユーティカ市が入っている。残りの住民はロメオ・コミュニティ教育学区に区分されている。

## 地理
アメリカ合衆国国勢調査局に拠れば、市域全面積は35.2平方マイル (91 km2)であり、このうち陸地34.7平方マイル (90 km2)、水域は0.5平方マイル (1.3 km2)で水域率は1.53%である。
隣接する町:
通勤所要時間
- 8マイル道路（デトロイト市） 35 分
- ポートヒューロン市 45 分
- フリント市 50 分
- アナーバー市 75 分
- オハイオ州トレド市 90 分
- ランシング市 110 分

## 政府
シェルビー・チャーター郡区は監督官・理事会方式の郡区政府を持っており、選挙では監督官、事務官、財務官各1人と、4人の理事を選出する。郡区はシェルビー郡区図書館とチェリー・クリーク・ゴルフコースを運営している。

## 歴史
シェルビー郡区は1827年4月12日、ミシガン準州議会の法によって設定され、翌5月には文民政府が組織された。当初は現在のスターリングハイツとなっている場所を含んでいたが、1835年3月17日にジェファーソン郡区として分離し、1838年3月6日にはスターリングと改名された。郡区の南端に接するユーティカ市は当初、1838年3月9日に村として法人化されたが、それから間もなく法人を解かれた。ユーティカは1877年5月10日に2回目の法人化を行った。
ディスコの村（北緯42度41分02秒 西経83度02分04秒 / 北緯42.68389度 西経83.03444度）は、現在24マイル道路とヴァンダイク道路の交差点となっている所に存在していた。1849年に区画が整理された。ディスコの村は法人化されることがなかったが、ディスコに置かれた高校の「ディスコ・アカデミー」はそこそこ認知された。またディスコという名の郵便局が1854年5月5日から1906年7月31日まで運営されていた。現在はこの忘れられた歴史上の場所に、ほんの数軒の家屋と、名前の元になった郡道地図が残っている。

## 幹線道路
シェルビー郡区に2本の幹線道路が通っている。
州道
- ミシガン州道53号線、通常はヴァンダイク・アベニューあるいはヴァンダイク・イクスプレスウェイと呼ばれ、北の「ザ・サム」に通じている
- ミシガン州道59号線、高速道路が終わると通常はホール道路と呼ばれ、東西方向の接続路である。マウントクレメンスのすぐ北から、地上道路としてユーティカを抜け、自動車専用道となってポンティアック市に向かう。マコーム郡とオークランド郡の間の主要な北部接続路である

## 著名な出身者
- ジョー・ルイス（1914年-1981年）、プロボクサー、ヘビー級チャンピオン、世界王座25連続防衛の記録保持者、ロッキー・マルシアノの出世試合を戦ったことで知られる。シェルビー郡区の生まれではないが、土地を所有しており、リバーベンズ公園とシャドブッシュ自然会館を建設するために寄付した

## 著名な場所
- リバーベンズ公園、ライアン道路と22マイル道路の近くに入り口が2か所ある。散歩道、児童のための各種遊具、ディスクゴルフコースもある
- ストーニークリーク・メトロパーク、多くはワシントン郡区とオークランド郡にある。シェルビー郡区には小部分のみ入っている。ビーチ2か所、ゴルフコース、自然会館、ボート乗り場、ピクニック場、バスケットボールコートなどがある
- パッカード演習場 - アメリカ合衆国国家歴史登録財